# Azur Air Ukraine
Azur Air Ukraine, UTair-Ukraine, jusqu'en octobre 2015 (ukrainien : ЮТейр-Україна, russe : ЮТэйр-Украина) est une compagnie aérienne charter ukrainienne basée à l'aéroport international de Boryspil. Elle était auparavant une filiale du russe UTair Aviation. En octobre 2015, le voyagiste Anex Tours annonce racheter UTair-Ukraine à UTair Aviation.

## Histoire

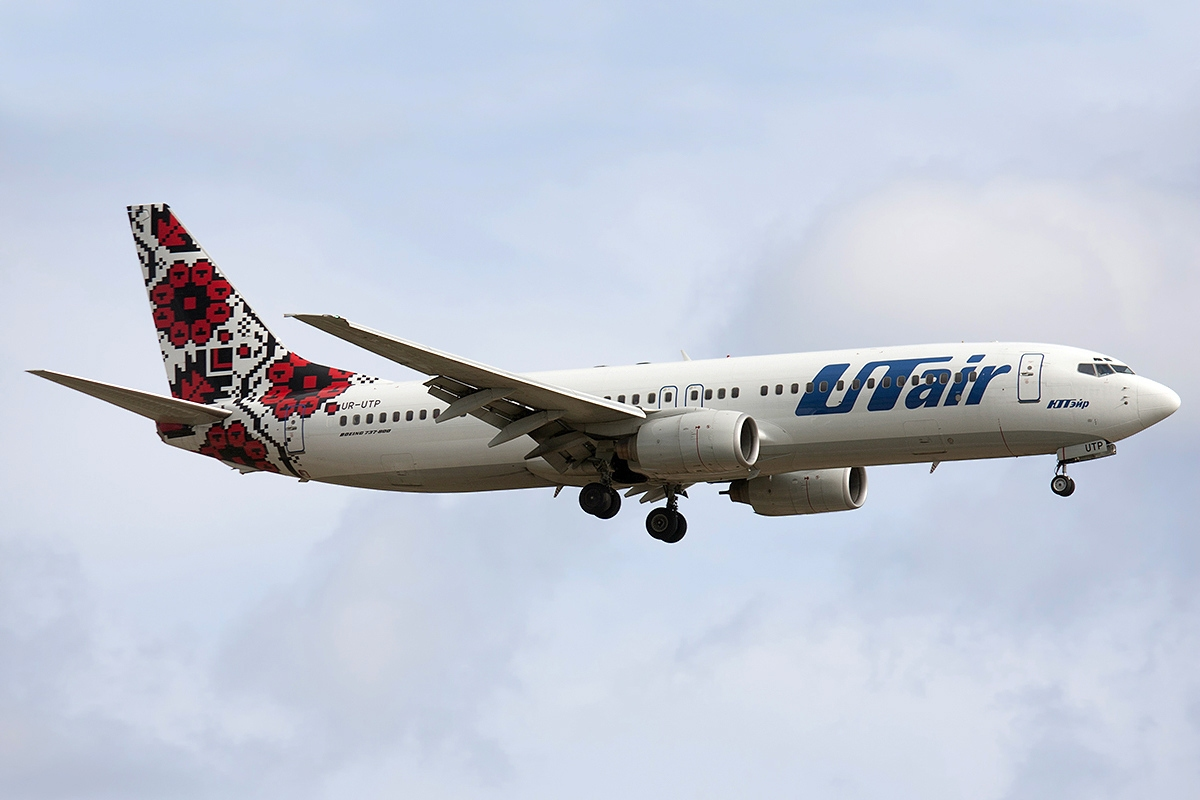
UTair-Ukraine Boeing 737-800.

### UTair-Ukraine (2008-2015)
Fondée en 2008, UTair-Ukraine est créée en tant que filiale ukrainienne de la société mère russe, UTair Aviation, pour desservir des destinations nationales et internationales.

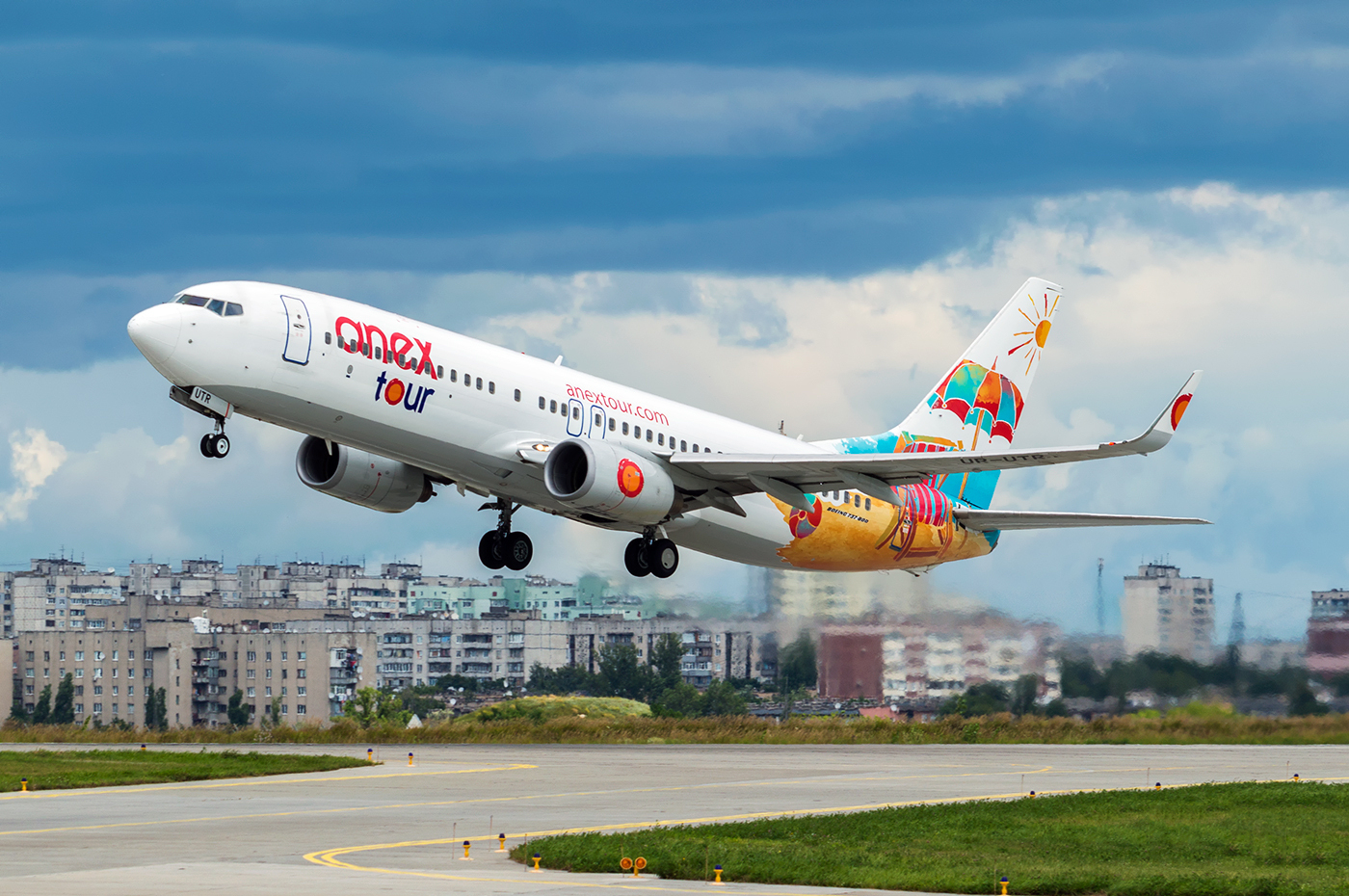
Un Boeing 737-800 d'Azur Air Ukraine décollant de l'aéroport international de Kharkiv.

### Azur Air Ukraine (2015-aujourd'hui)
En octobre 2015, le voyagiste Anex Tours annonce racheter UTair-Ukraine à UTair Aviation dans le but de le rebaptiser Azur Air Ukraine en tant que transporteur charter de loisirs. UTair Ukraine a réduit sa flotte en vue de réduire les services intérieurs pour augmenter les activités de loisirs plus tôt,. La vente et le changement de marque sont confirmés peu après. Quelques semaines plus tard, Anex a également racheté la compagnie russe Azur Air dont la « nouvelle » filiale Azur Air Ukraine est désormais une compagnie sœur.

## Flotte

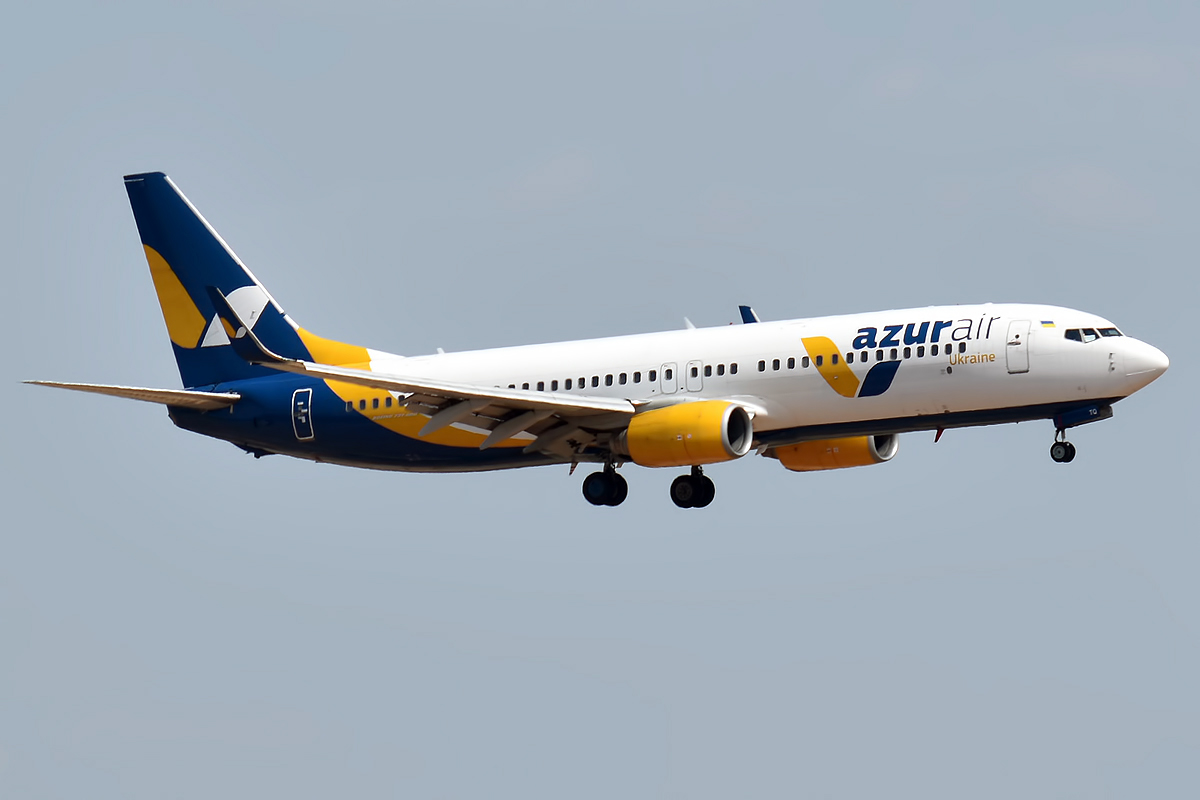
UR-UTQ (737-800) dans la livrée actuelle d'Azur Air Ukraine.

La flotte d'Azur Air Ukraine comprend les appareils suivants (décembre 2021), :
Bien qu'Azur Air Ukraine ait été renommé en 2015, certains Boeing 737-800 de leur flotte volent toujours avec les livrées rouges d'Azur Air (Russie), de leur compagnie aérienne sœur russe, avec un marquage « Ukraine » peint pour les distinguer.